# Fort Dix
Fort Dix is een plaats (census-designated place) in de Amerikaanse staat New Jersey, en valt bestuurlijk gezien onder Burlington County.

## Demografie
Bij de volkstelling in 2000 werd het aantal inwoners vastgesteld op 7464.

## Geografie
Volgens het United States Census Bureau beslaat de plaats een oppervlakte van
29,3 km², waarvan 29,1 km² land en 0,2 km² water.

## Plaatsen in de nabije omgeving
De onderstaande figuur toont nabijgelegen plaatsen in een straal van 8 km rond Fort Dix.

## Geboren
- Franco Harris (1950-2022), Americanfootballspeler